# Marius Vivier-Merle

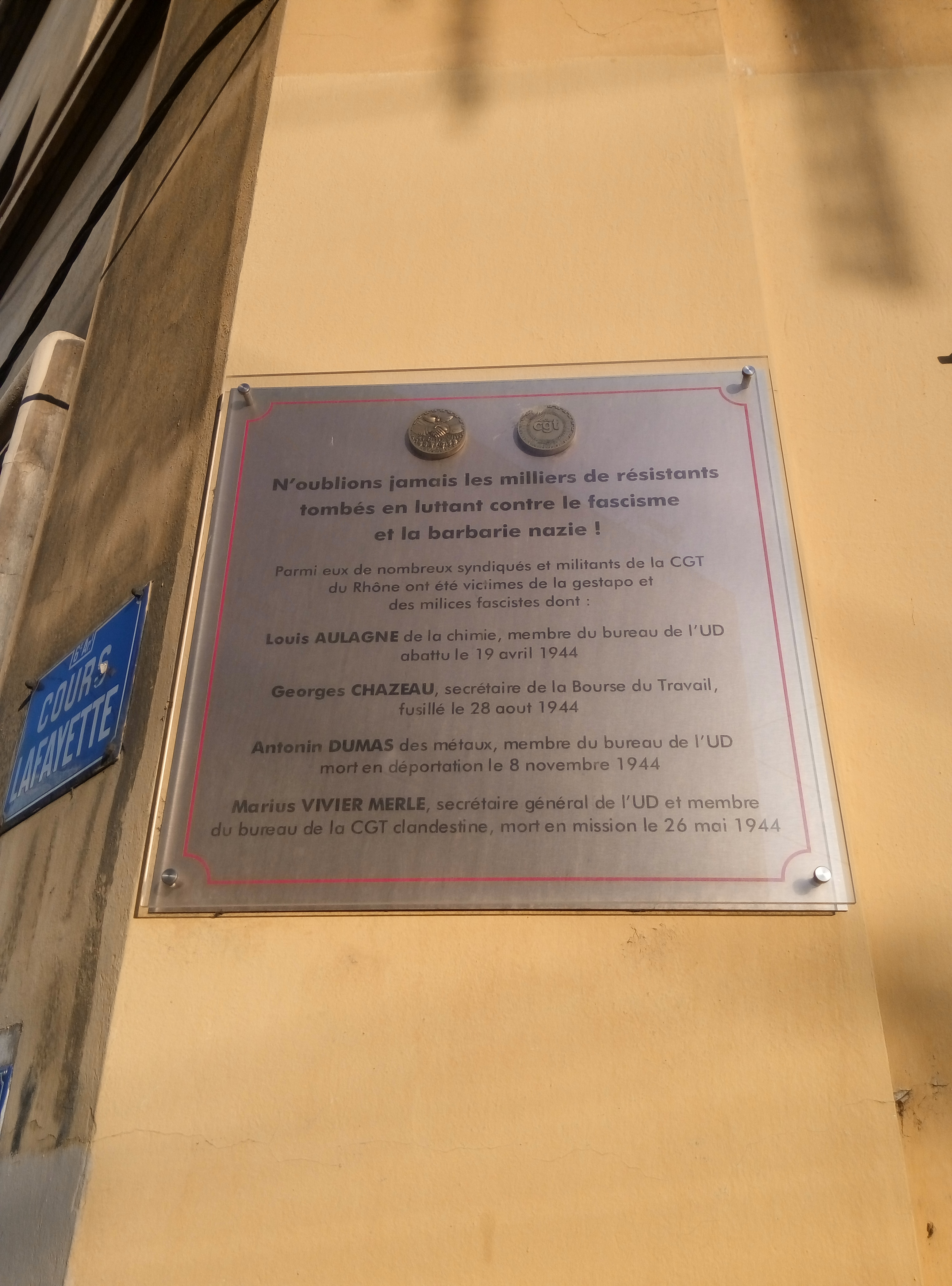
Herdenkingsplaat in Lyon (Frankrijk) voor gedode vakbondslui, onder wie Vivier-Merle

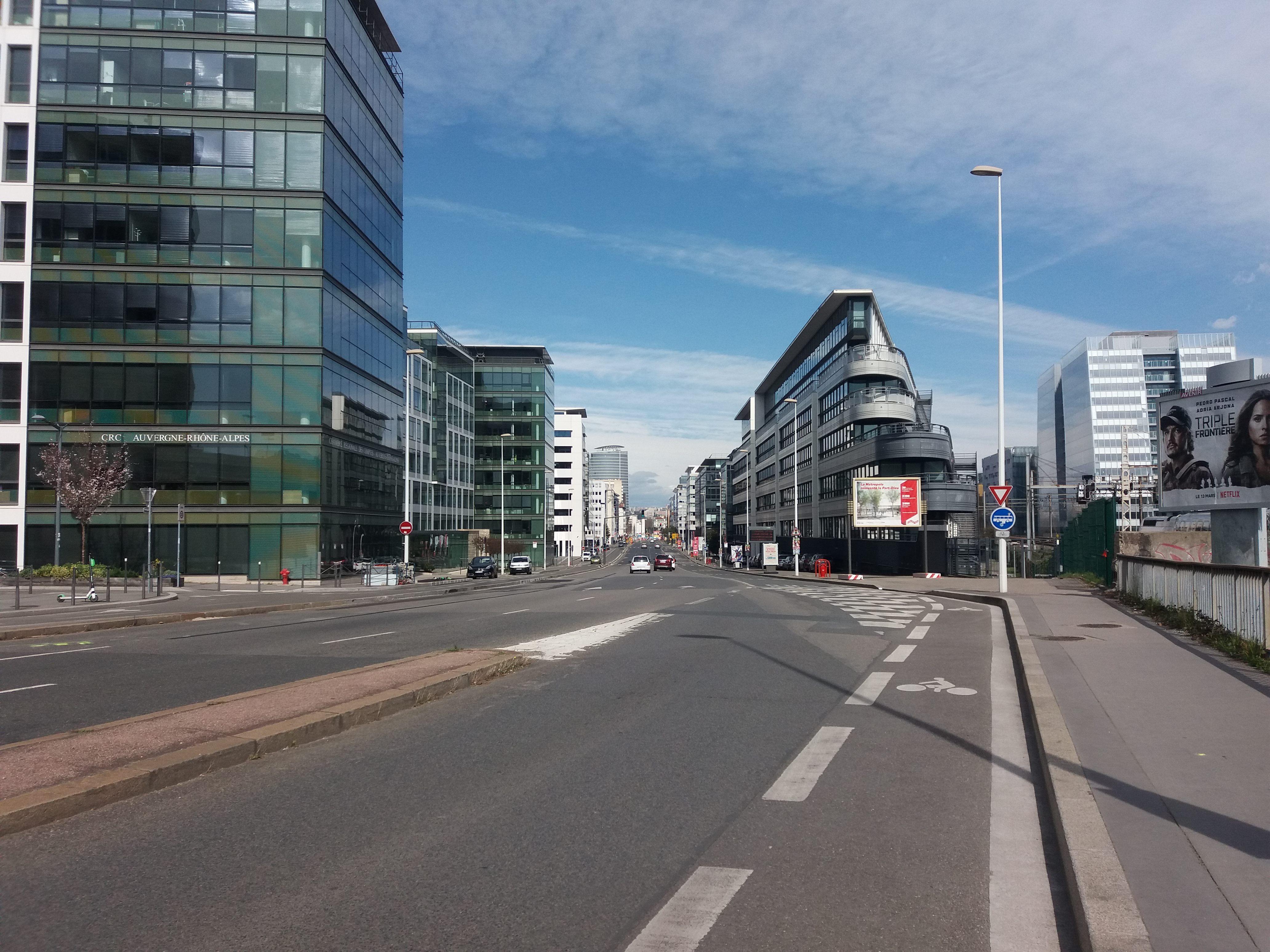
Boulevard Vivier Merle in Lyon

Marius Vivier-Merle (Légny, 18 juli 1890 – Lyon, 26 mei 1944) was een Frans syndicalist en verzetsstrijder tijdens de Tweede Wereldoorlog.

## Levensloop
Na de Eerste Wereldoorlog startte Vivier-Merle zijn carrière bij de vakcentrale Confédération Générale du Travail, afgekort CGT (1918). Zijn sector was de metallurgie. Tijdens de jaren 1920 voerde hij acties in het Departement van de Rhône voor de 8-uren werkweek. Hij klom op tot een bestuursfunctie bij de CGT. 
Na het uitbreken van de Tweede Wereldoorlog verbood het Vichy-regime elke vakbondsactiviteit. Vivier-Merle ging ondergronds verder met zijn syndicale activiteiten en leidde de afdeling Lyon van de ondergrondse CGT (1941-1944). Hij sloot zich ook aan bij de Verzetsbeweging Libération. In 1944 stierf hij tijdens een bombardement der Geallieerden op Lyon. Volgens de ene bron werd zijn lichaam nooit teruggevonden; volgens een andere bron ligt Vivier-Merle begraven op het kerkhof van la Guillotière.

## Eerbetoon in Lyon
- In Lyon werd de Boulevard de la Part Dieu hernoemd tot Boulevard Vivier Merle. Deze laan is gelegen in het 3e arrondissement van Lyon.
- Het metrostation Gare Part-Dieu - Vivier Merle in de wijk Part-Dieu werd naar hem genoemd.
- In de stad hangen op drie plaatsen herdenkingsplaten met zijn naam op.